# Amazon Digital Game Store
Amazon Digital Game Store é um serviço de distribuição digital de vídeo games, propriedade da empresa de comércio eletrônico internacional da Amazon. Ele foi lançado em 3 de Fevereiro de 2009, tendo mais de 600 jogos disponíveis para download na época. Em 7 de agosto 2013, foi lançado no Reino Unido.
Em 12 de Novembro de 2013, a Amazon lançou uma loja digitais para PlayStation. Os jogadores poderiam comprar jogos de PS3, PS Vita ou PS4 jogo da Amazon e receber um código para utilização através da PlayStation Network. Em 11 de dezembro de 2013, a loja digital PlayStation foi lançado no Reino Unido também.
Hoje, a Amazon Digital Game Store não tem grande importância no mercado de jogos, diferente de sua empresa mãe, a Amazon, que além de oferecer um serviço alternativo como a Amazon Prime Gaming , vende milhares de cópias de jogos, porém somente na versão física deles. A empresa conta com muitos jogos de Playstation como no início, mas oferece também jogos de Xbox e Nintendo Switch hoje em dia.
Os jogos digitais hoje costumam ser vendidos nas próprias lojas das fabricantes nos casos dos consoles e em lojas de desenvolvedoras nos computadores, dando mais opção para os jogadores. 